# Brachyglossina macracantha
Brachyglossina macracantha là một loài bướm đêm trong họ Geometridae.